# Gobioides grahamae
Gobioides grahamae es una especie de peces de la familia de los Gobiidae en el orden de los Perciformes.

## Morfología
- Los machos pueden llegar a alcanzar los 17,3 cm de longitud total.
- Número de  vértebras: 26.[1][2]

## Hábitat
Es un pez de clima tropical y demersal.

## Distribución geográfica
Se encuentra en el Atlántico occidental: desde Guayana hasta el norte del Brasil. 

## Observaciones
Es inofensivo para los humanos. 